# زوبين قهرماني
زوبين قهرماني زميل الجمعية الملكية  ( (بالفارسية: زوبین قهرمانی)   ؛ من مواليد 8 فبراير 1970)  باحث بريطاني إيراني  وأستاذ هندسة المعلومات بجامعة كامبريدج . وهو حاصل على مناصب مشتركة في كلية لندن الجامعية ومعهد آلان تورينج . وكان زميلًا في كلية سانت جون بكامبريدج منذ عام 2009.  كان أستاذًا باحثًا مشاركًا في كلية علوم الكمبيوتر بجامعة كارنيجي ميلون من 2003 إلى 2012. كما شغل منصب كبير العلماء في أوبر من عام 2016 حتى عام 2020. انضم إلى جوجل برين في عام 2020 كمدير أول للأبحاث. وهو أيضًا نائب مدير مركز لفرهمل لمستقبل الذكاء .

## تعليم
تلقى قهرماني تعليمه في المدرسة الأمريكية بمدريد في إسبانيا وجامعة بنسلفانيا حيث حصل على شهادتين رئيسيتين في العلوم الاستعرافية وعلوم الكمبيوتر في عام 1990.  حصل على درجة الدكتوراه. من قسم الدماغ والعلوم المعرفية في معهد ماساتشوستس للتكنولوجيا ، تحت إشراف مايكل جوردان وتوماسو بوجيو .

## البحث العلمي والمسار الوظيفي
بعد حصوله على الدكتوراه ، انتقل قهرماني إلى جامعة تورنتو في عام 1995 كزميل ما بعد الدكتوراه في مختبر الذكاء الاصطناعي ، حيث عمل مع جيفري هينتون . من 1998 إلى 2005 ، كان عضوًا في هيئة التدريس في وحدة غاتسبي لعلوم الأعصاب الحاسوبية ، في كلية لندن الجامعية .
قدم قهرماني مساهمات كبيرة في مجالات التعلم الآلي ، بالإضافة إلى النماذج الرسومية وعلم الأعصاب الحسابي .  وقد عمل أيضًا على الذكاء الاصطناعي واسترجاع المعلومات والمعلوماتية الحيوية والإحصاءات التي توفر الأسس الرياضية للتعامل مع عدم اليقين واتخاذ القرارات وتصميم أنظمة التعلم. قام بنشر أكثر من 200 بحث وتلقى أكثر من 30000 اقتباس ( حصل في مؤشر إتس على 74 نقطة).
شارك في تأسيس شركة جيومتريك انتلجنت في عام 2014 ، مع غاري ماركوس و دوغ بيمس و كين ستانلي ، والتي استحوذت عليها أوبر في عام 2016. بعد ذلك ، انتقل إلى مراكز ابحاث أوبر للذكاء الاصطناعي في عام 2016 ، وأصبح لاحقًا كبير العلماء في أوبر ، ليحل محل غاري ماركوس. في عام 2020 انضم إلى جوجل وأصبح مديرًا كبيرًا لجوجل برين في أبريل 2021 بعد مغادرة سامي بنجيو. عمل كمستشار لبحوث مايكروسوفت و فوكال أي كيو (التي حصلت عليها أبل) و كامبريدج كابتيال مانجمنت و إيكو بوكس و اوبرا سلوشن والعديد من الشركات الأخرى.

## الجوائز والتكريمات
تم انتخاب قهرماني زميل الجمعية الملكية (FRS) في عام 2015 .